# Leptodactylus sabanensis
Leptodactylus sabanensis är en groddjursart som beskrevs av Heyer 1994. Leptodactylus sabanensis ingår i släktet Leptodactylus och familjen tandpaddor. IUCN kategoriserar arten globalt som livskraftig. Inga underarter finns listade i Catalogue of Life.